# Вороги серед нас
«Вороги серед нас» (англ. Enemies Among Us) — американський трилер 2010 року.

## Сюжет
Чіп Мейджер, губернатор Луїзіани, який висувається на пост віце-президента країни. І у нього всі шанси потрапити до Вашингтона. Але у політика є темні таємниці з минулого, з тих часів, коли він був співробітником управління національної безпеки. Напередодні того, як повинні оголосити результати виборів, Мейджер зустрічається в готелі з повією. За кілька хвилин знайомства вона дістає пістолет і намагається вбити губернатора. Тепер йому доводиться боротися не лише за свою кар'єру, а й за своє життя.

## У ролях
| Актор           | Роль                   |
| --------------- | ---------------------- |
| Біллі Зейн      | Грем                   |
| Джеймс ДюМонт   | губернатор Чіп Мейджер |
| Робін Гівенс    | Глорія                 |
| Таммі Арендер   | Гретна Коннелі         |
| Ерік Робертс    | Коббс                  |
| Гріффін Худ     | Девін Тейлор           |
| Шона Раппольд   | Тереза                 |
| Еббі Рао        | дитина Терези          |
| Брендан Агіллар | онук                   |
| Ліллі Агіллар   | онучка                 |
| Стівен Бауер    | сенатор Едмондс        |
| Джуді Гендерсон | Фарра Річардс          |
| Жаклін Флемінг  | Тайра Сіммонс          |